# Lénárd Béla
Lénárd Béla, Hauer Béla (Bécs, 1892. január 1. – Budapest, Terézváros, 1959. december 27.) magyar színész, színházigazgató.

## Pályafutása
Hauer Miska és Fleischer Pepi fiaként született. Budapesten járt középiskolába, majd ezt követően 1913-ban elvégezte a Rákosi-színésziskolát. Egy évig szerepelt vidéken, ezután sanzonénekes volt Budapesten és külföldön. Az 1920-as években titkára volt a Kis Komédiának, 1922-ben megalapította a Faun Kabarét. 
1923-tól külföldön játszott, 1929-ben kinevezték a grazi Revű-színház igazgatójának. 1940–1944 között az Országos Magyar Izraelita Közművelődési Egyesületben szerepelt, konferanszié is volt, majd 
1945-1949 között rendezőként működött a Medgyaszay Színházban. 1948 őszén alapította meg Optimisták nevű kabarét Faragó Panni sanzonénekessel, Bandy Imre íróval és Ötvös Marcell zeneszerzővel egy József nádor téri étteremben, egy hónappal később már az Andrássy úti Japán kávéházban játszottak, majd felléptek az Abbázia Szalonban is. 1950 májusában felosztották a társulatot, ezután Lénárd Bélát az Állami Faluszínház szerződtette. A jogutód Állami Déryné Színház, utazó társulatának tagjaként az alábbiakat nyilatkozta:

„Bejártam fél Európát, de nem ismertem a hazámat. Énekeltem, játszottam hét nyelven, de most érzem igazán, mit jelent magyar nyelven játszani. Minden esténk premier, mindig új közönség előtt kell helytállnunk, s ez olyan hajtóerő, amely mindig sarkallja a színészt. Annyi élmény rakódik le az emberben! Amit magam sem hittem volna, naplót írok immár nyolc esztendeje, rögzítem az emlékeket. Mert élmény minden este, hisz minden szereplés új hódítás, új csatanyerés.”

Sokoldalú karakterszínészként és vérbeli komikusként volt ismert. 
Neje Fodorné Weismann Aranka opera-énekesnő volt, akivel 1922. június 11-én lépett házasságra Budapesten. Lénárd Béla sírja a Kozma utcai izraelita temetőben található [1C–6–31]

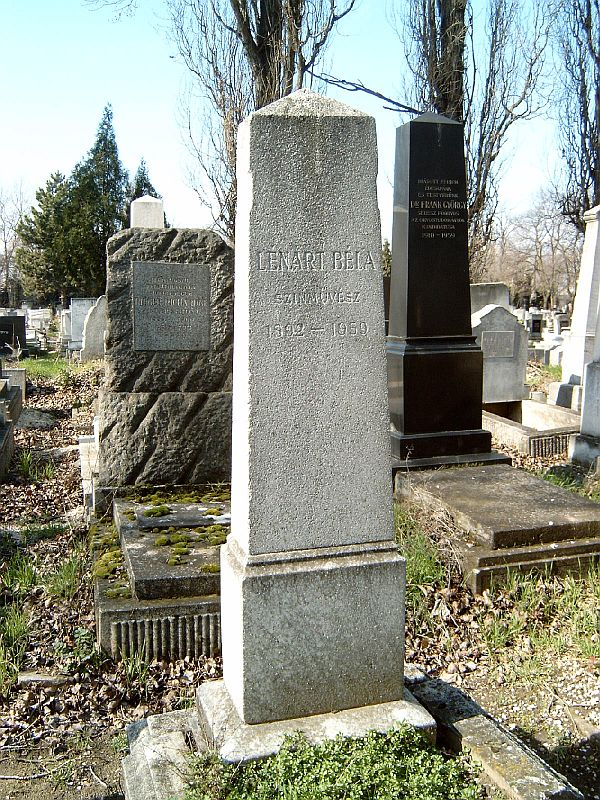
Lénárd Béla sírja Budapesten. Kozma utcai izraelita temető: 1C-6-31.

## Fontosabb szerepei
- Orgon (Molière: Tartuffe)
- Sartorius (George Bernard Shaw: Szerelmi házasság)
- Grandet (Honoré de Balzac: Grandet kisasszony)
- Brazovics Athanáz (Jókai Mór–Hevesi Sándor: Az aranyember)
- A francia király (Kacsóh Pongrác: János vitéz)
- Tschöll papa (Berté Henrik: Három a kislány)
- Lonja bácsi (Iszaak Oszipovics Dunajevszkij: Filmcsillag)
- Miniszterelnök (Renato Mordo: Kezdhetjük elölről)
- Ciovics Zsivota (Branislav Nušić: Dr. Pepike)
- Bobby Drank (Nádasi László: Tenyeremen hordom)
- Szilágyi Viktor (Bókay János: Szakíts helyettem)
- Péter, a doktor (Yves Mirande: Uraim, csak egymás után)
- Chineau (Eisemann Mihály: Fekete Péter)
- Köröm Sándor (Urbán Ernő: Tűzkeresztség)
- Rézöntő (Gombos Imre: Pataki szüret – avagy a vőlegénység három próbája)

## Film, tv
- Hazugság nélkül (1946)